# Gueorgui Kalatozichvili
Gueorgui Mikhaïlovitch Kalatozichvili, né le 26 septembre 1929 à Tbilissi (RSS de Géorgie) et mort le 22 juillet 1984, est un réalisateur et scénariste russe puis soviétique,,,.
Il est le fils de Mikhaïl Kalatozov et le père de Mikhaïl Kalatozichvili.

## Biographie
Fils du réalisateur Mikhaïl Kalatozov, Gueorgui naît à Tbilissi. Diplômé du département de cinématographie de VGIK en 1954 (atelier de Boris Voltchek); il commence à travailler aux studios Lenfilm en 1956. Il est cameraman du film en noir et blanc La Mariée adapté de la nouvelle d'Anton Tchekhov par Vladimir Chredel et Grigori Nikouline. 
À partir de 1959, sa carrière se poursuit aux studios Kartuli Pilmi, où il sera directeur de photographie pour Mikhaïl Tchiaoureli (Histoire d'une fille, 1960), Tenguiz Abuladze (Moi, grand-mère, Iliko et Illarion, 1962), Tamaz Meliava (La Caravane blanche, 1964), Lana Gogoberidze (Je vois le soleil, 1965 - d'après la nouvelle de Nodar Doumbadze). Il s'illustre aussi en tant que réalisateur à partir de 1968, quant il réalise le court métrage Orgue de Barbarie. Il signera en tout une dizaine de films. 
On le nomme artiste du peuple de la RSS de Géorgie en 1980.
Gueorgui Kalatozichvili est décédé le 22 juillet 1984.

## Filmographie
directeur de photographie
- 1956 : La Mariée (Невеста) de Vladimir Chredel et Grigori Nikouline
- 1963 : Moi, grand-mère, Iliko et Illarion (მე, ბებია, ილიკო და ილარიონი) de Tenguiz Abuladze
- 1964 : La Caravane blanche ( თეთრი ქარავანი) de Tenguiz Abuladze zr Eldar Chenguelaia
- 1965 : Je vois le soleil (მე ვხედავ მზეს) de Lana Gogoberidze

réalisateur
- 1971 : Je suis détective (ru) (Я, следователь)
- 1976 : Le Prisonnier du Caucase (ru) (Кавказский пленник)
- 1977 : Café Isotope (Кафе «Изотоп»)
- 1985 : Les Fourberies de Scapin (Проделки Скапена)